# Blind Witness - Testimone nel buio
Blind Witness - Testimone nel buio è un film del 1989 con Victoria Principal, diretto da Richard A. Colla.

## Trama
Un uomo che doveva testimoniare davanti alla Commissione d'Inchiesta, che sta indagando su alcune attività criminali viene ucciso. La cantante, Kathy Allen assiste per caso all'omicidio, e viene aggredita dall'assassino, per questo si rifugia ad Hollywood, dove è costretta a vivere sotto falso nome. Ma, un detective privato Mike Tuthil riesce a rintracciarla e a convincerla a riconoscere l'assassino.